# Simaetha tenuior
Simaetha tenuior là một loài nhện trong họ Salticidae.
Loài này thuộc chi Simaetha. Simaetha tenuior được Eugen von Keyserling miêu tả năm 1882.